# Fokker F27
Il Fokker F27 Friendship è un aereo di linea regionale costruito dalla ditta olandese Fokker.

## Storia del progetto
Il progetto del Fokker F27 iniziò negli anni cinquanta come rimpiazzo del vecchio Douglas DC-3. Il primo prototipo, registrato PH-NIV, effettuò il primo volo il 24 novembre 1955. Nel 1956 la Fokker stipulò un contratto con la Fairchild Aircraft per produrre l'F27 negli Stati Uniti.
Il primo modello costruito oltreoceano volò il 12 aprile 1958. Il Fairchild F-27 era simile al Fokker F27 standard, mentre il Fairchild Hiller FH-227 era una versione allungata sviluppata in modo indipendente negli Stati Uniti. Al termine della produzione erano stati realizzati 793 aerei (inclusi 207 costruiti negli Stati Uniti), e il Fokker F27 divenne l'aereo di maggior successo dell'epoca. Per la sua sicurezza divenne l'aereo ufficiale della corte olandese. Alcuni modelli sono stati modificati e convertiti da trasporto passeggeri a cargo.
L'aereo si caratterizzò per l'uso esteso dell'incollaggio strutturale e, ancor più, per l'impiego dell'aria compressa per l'azionamento del carrello di atterraggio, dei freni e per lo steering del ruotino anteriore. Tutti i comandi di volo erano manuali, mentre i flap erano azionati elettricamente.

## Varianti
Dalla realizzazione del primo modello, denominato F27-100, si ebbe la costruzione di diverse varianti:
- F27-200: con motori Dart MK532.
- F27-300: metà passeggeri e metà cargo.
- F27-300M: versione militare per le Reali Forze Aeree Olandesi.
- F27-400: passeggeri e cargo con due motori Rolls-Royce Dart 7 e un grosso portello per le merci.
- F27-400M: versione militare statunitense.
- F27-500: fusoliera allungata di 1,5 metri, ritorno dei motori Dart MK532 e posti fino a 52 passeggeri.
- F27-500M: versione militare.
- F27-500F: versione con portelli più piccoli.
- F27-600: simile alla versione 200, ma con portellone per le merci.
- F27-700: simile alla versione 100, ma con portellone per le merci.
- F27 Maritime: versione per ricognizioni aeree marittime.
- F27 Maritime Enforced: versione armata.
- FH-227: versione allungata "Fairchild Hiller".

## Incidenti
- 17 gennaio 1964: un Fokker F-27 della West Coast Airlines si schianta durante un volo addestrativo nel Gran Lago Salato, uccidendo tutti e tre i membri dell'equipaggio.

- 13 ottobre 1972: un Fokker FH-227 Fairchild si schianta sulla Cordigliera delle Ande tra l'Argentina e il Cile con 45 passeggeri a bordo. I 16 superstiti vengono tratti in salvo solamente il successivo 23 dicembre.

- 30 ottobre 1972: di notte il Fokker F 27 dell'ATI Aerotrasporti Italiani volo BM Napoli - Bari si schianta nelle campagne delle Murge vicino a Ruvo di Puglia, a una cinquantina di chilometri dall'aeroporto di Palese e si incendia su una masseria alle 19:38 di una notte di bel tempo e di grande visibilità. Morti tutti i 27 occupanti del velivolo. L'inchiesta si conclude senza conclusioni certe circa le cause dell'incidente, stabilendo tuttavia tra le cause probabili "l'errore di valutazione da parte dei piloti sulla posizione dell'aereo oltre al mancato mantenimento del contatto visivo col terreno.[2]

## Utilizzatori
Algeria
 Angola
- Força Aérea Nacional Angolana

 Argentina
 Australia
 Biafra
 Bolivia
 Costa d'Avorio
 Filippine
- Hukbong Himpapawid ng Pilipinas

3 F27-200 MPA consegnati, 1 in servizio al febbraio 2020. 1 F27 da trasporto in servizio al febbraio 2017.
 Finlandia
 Ghana
 Guatemala
 India
 Indonesia
 Iran
- Niru-ye Havayi-ye Artesh-e Jomhuri-ye Eslami-e Iran

7 F27-400M e 1 F27 Mk. 600 consegnati.
 Islanda
 Italia
 Messico
 Birmania
 Paesi Bassi
 Nuova Zelanda
 Nigeria
 Pakistan
 Perù
 Filippine
 Senegal
- Armée de l'air du Sénégal

 Spagna
 Sudan
- Al-Quwwat al-Jawwiyya al-Sudaniyya

 Thailandia
 Stati Uniti
 Uruguay
 Yemen
 Kenya
- Kenya Airways